# 寶町 (臺中市)

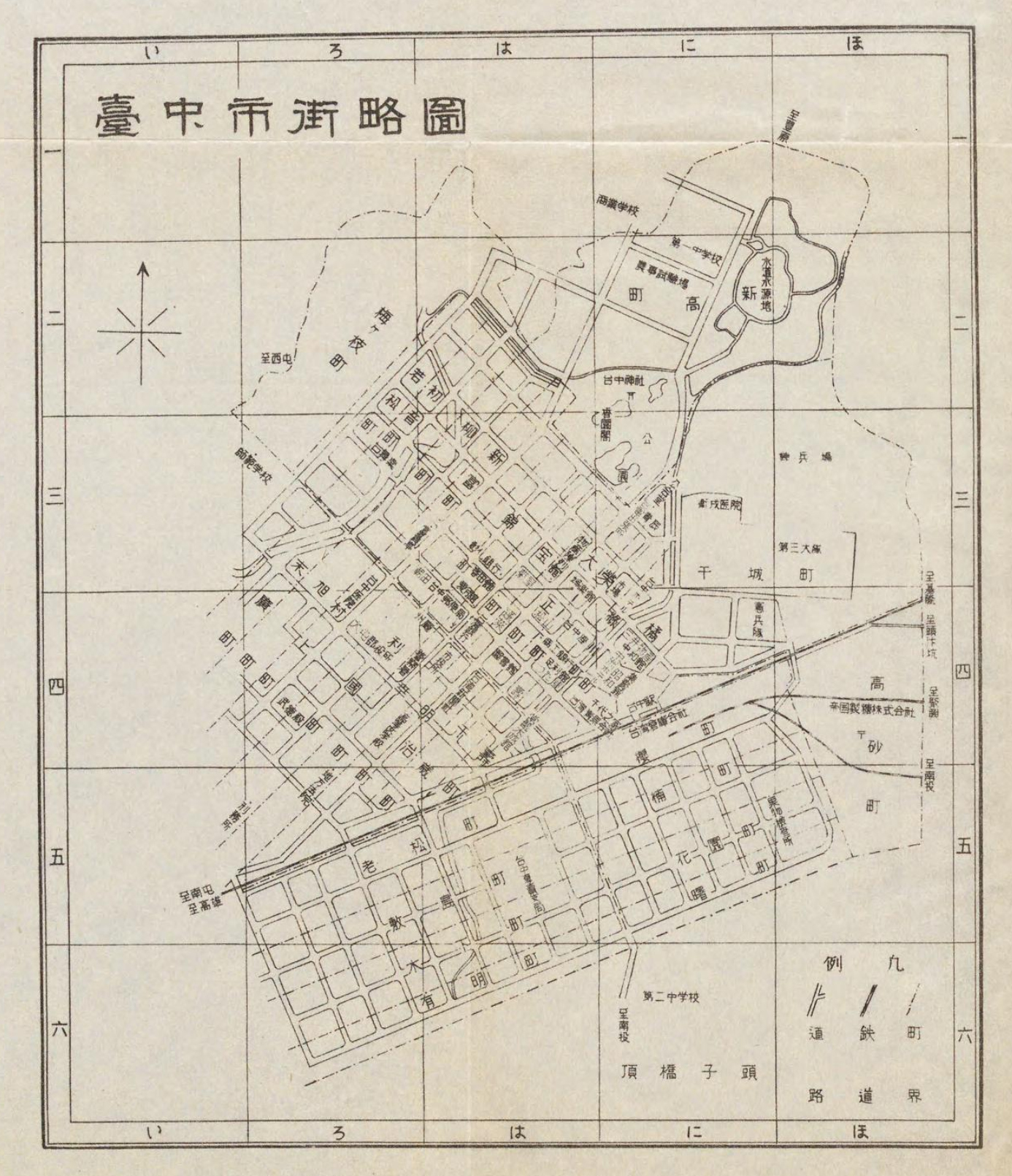
臺中市街略圖

寶町為台灣日治時期臺中州臺中市的町，分為六丁目；其最初在1916年公告為通稱町名，在1926年4月1日的町名改正公告中才正式設立，原臺中市大字的臺中改為31個町。寶町通為現今市府路（民權路以北的部分）。

## 町內設施
一丁目
- 臺灣總督府交通局遞信部台中電信電話技術官駐在所

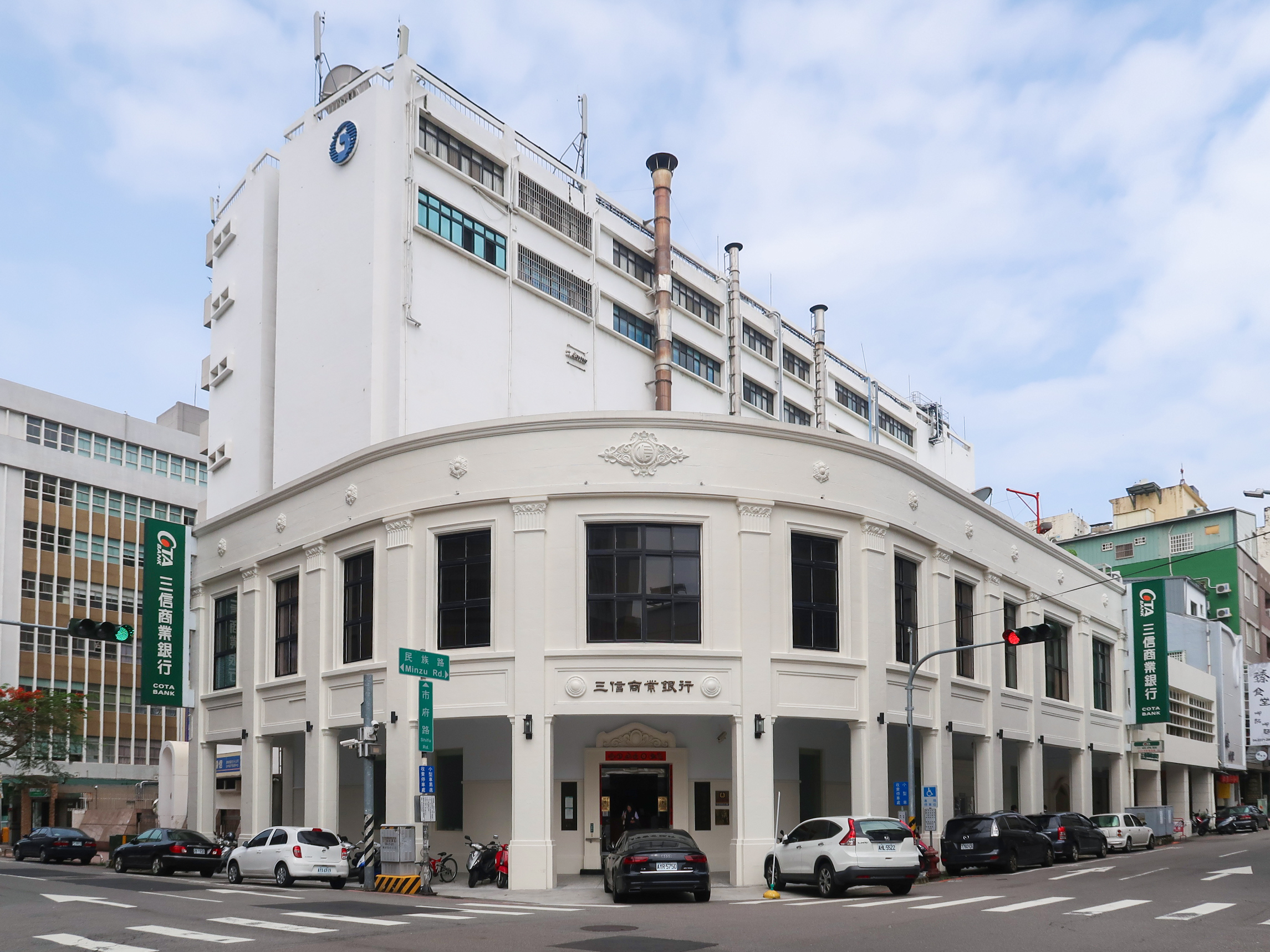
台中信用組合

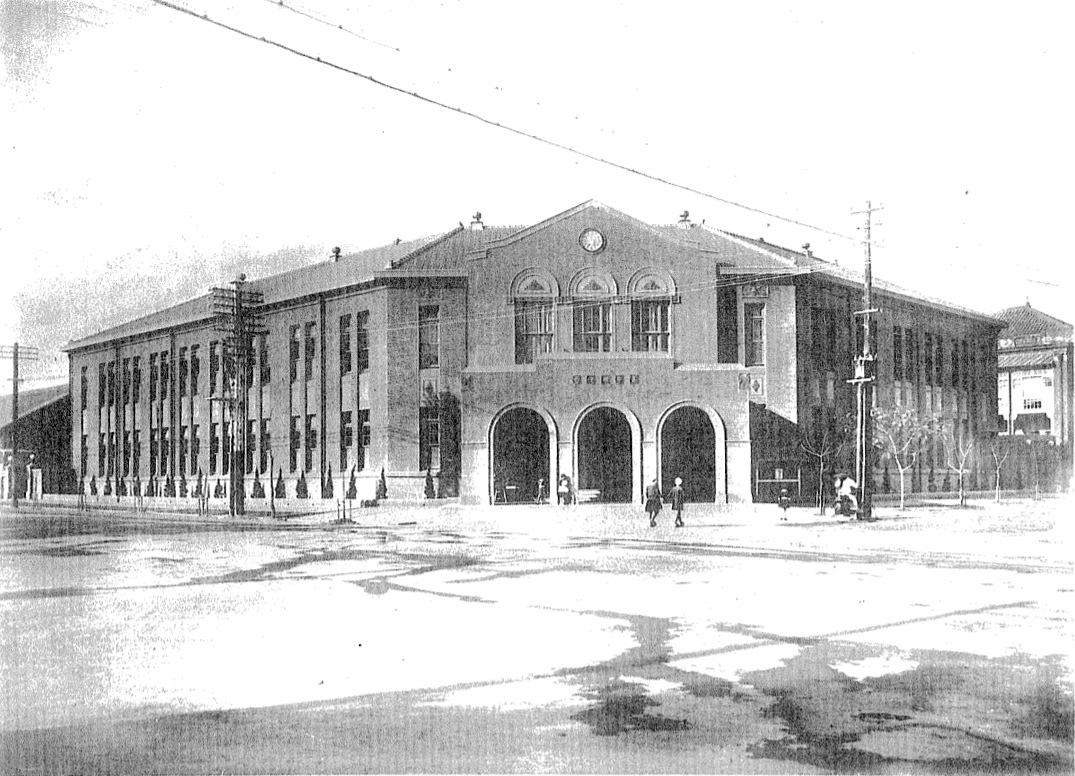
台中郵便局

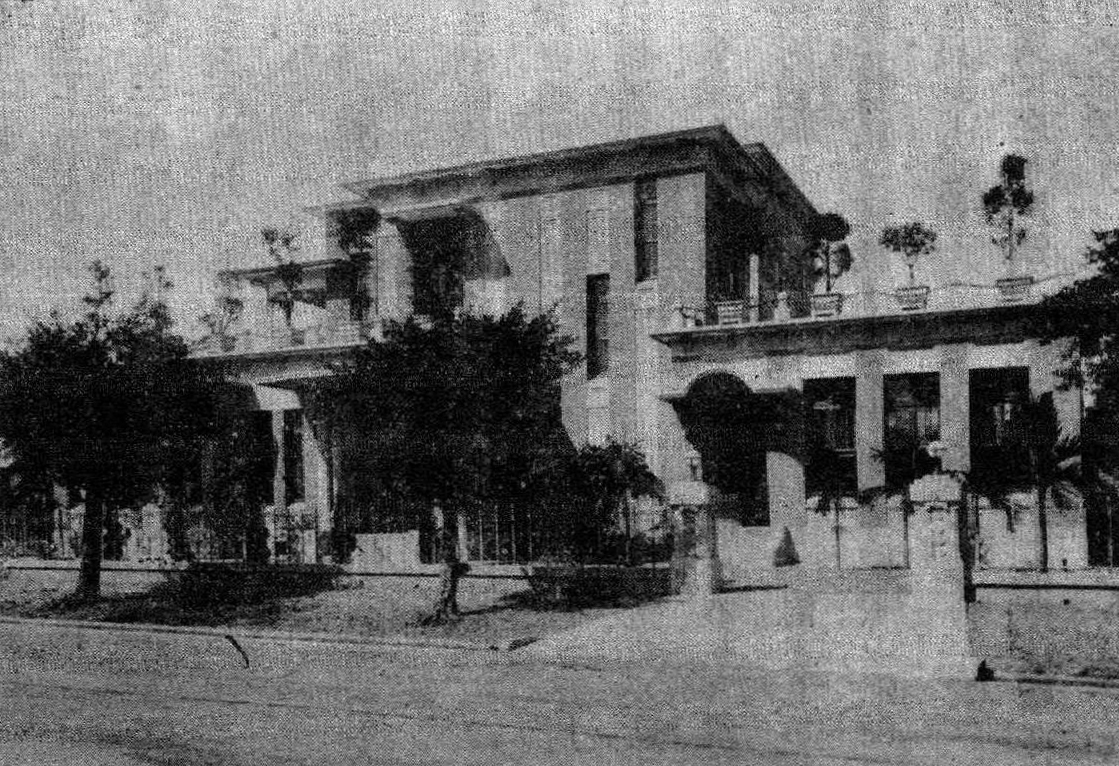
臺中市民館

- 台中信用組合

- 臺中郵便局

- 臺灣銀行台中支店

二丁目
- 臺中市民館

- 臺灣日日新報社台中支局

三丁目
- 明治製菓臺中配給所

四丁目
- 明治生命台中事務所
- 臺中興業信用組合
- 臺灣日產自動車會社台中出張所

五丁目
- 臺中厚生信用購買販賣利用組合

六丁目